# Myrmicaria melanogaster
Myrmicaria melanogaster är en myrart som beskrevs av Carlo Emery 1900. Myrmicaria melanogaster ingår i släktet Myrmicaria och familjen myror. Inga underarter finns listade i Catalogue of Life.

## Bildgalleri

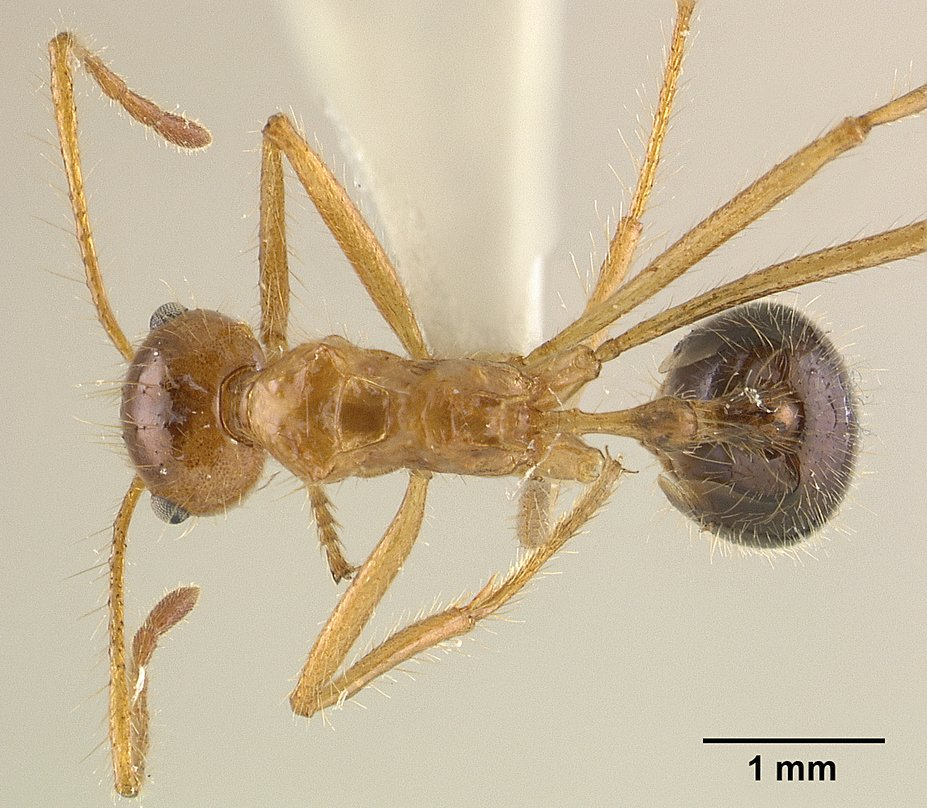
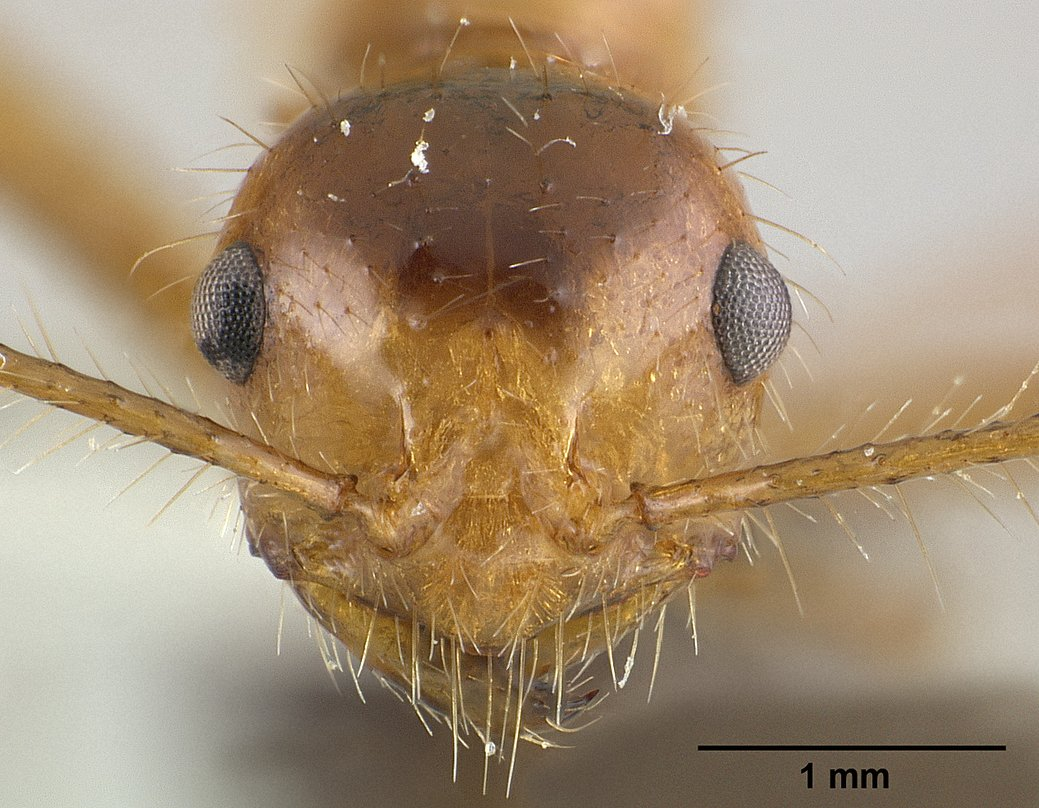
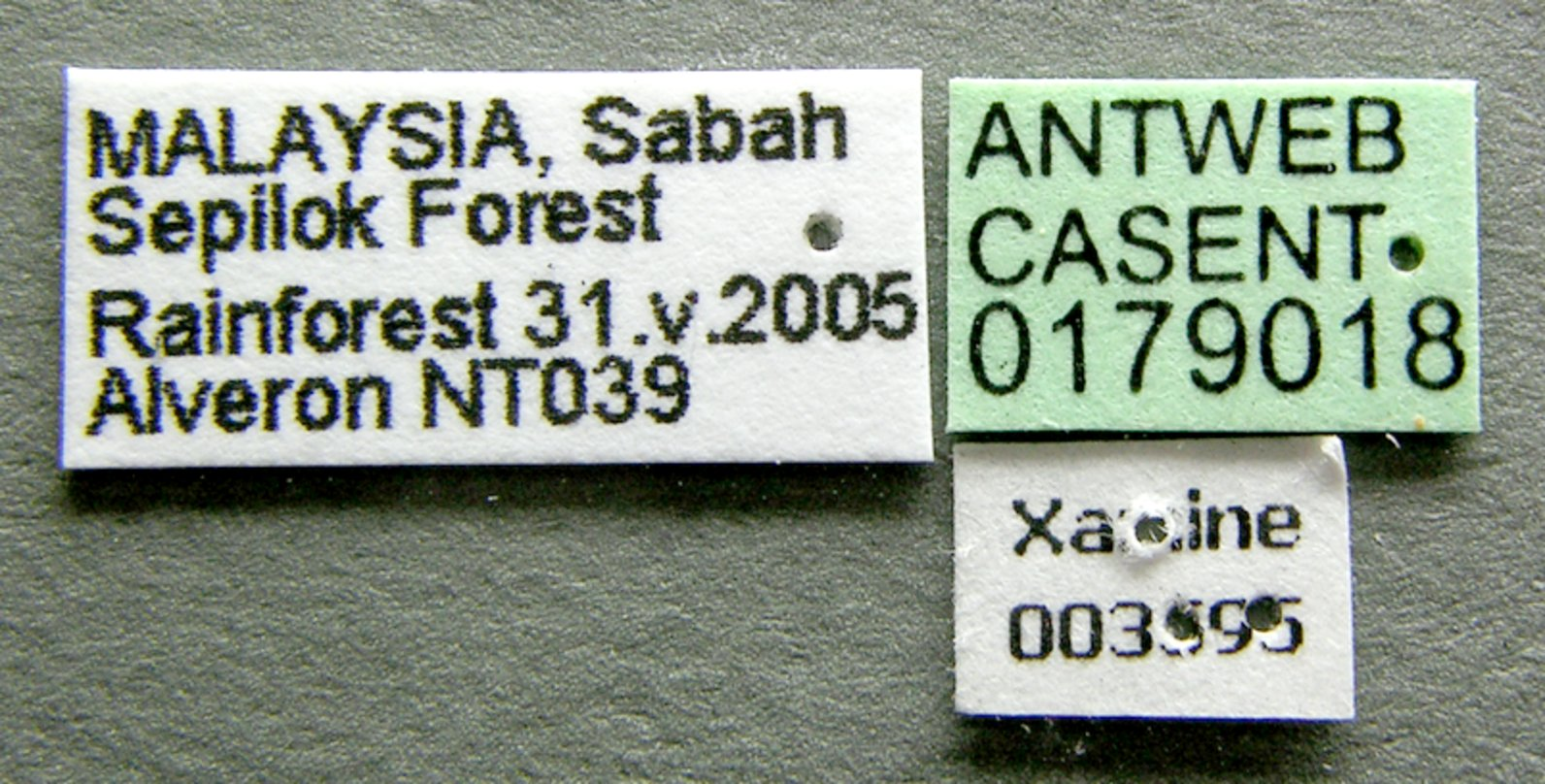
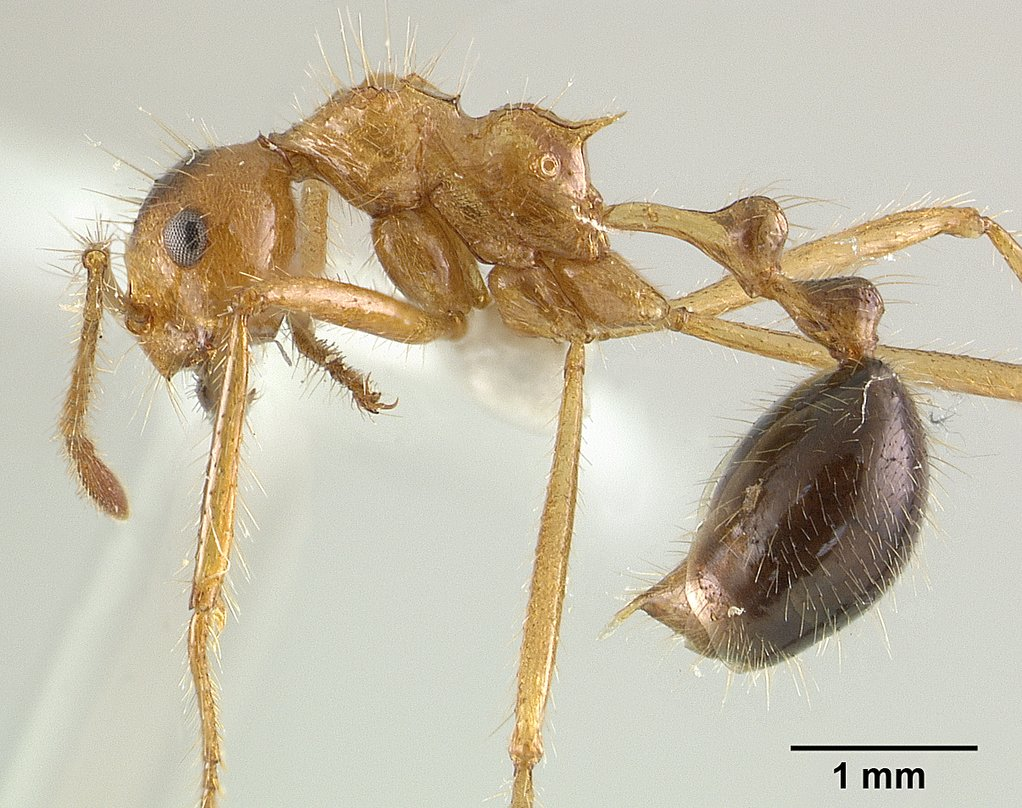